# Вторжение в Жэхэ
Вторжение в Жэхэ — вторая часть операции «Некка» (1933), в ходе которой Японская империя захватила китайскую провинцию Жэхэ и часть Внутренней Монголии, после чего присоединила их к Маньчжоу-го.

## История
После создания Маньчжоу-го, Квантунская армия начала готовить операцию на новой границе с Китаем. 3 января 1932-го был захвачен Шаньхайгуань. Следующей целью стала провинция Жэхэ к северу от Великой Китайской стены. Объявив провинцию исторической частью Маньчжурии, японцы попытались перетянуть на свою сторону губернатора Жэхэ, Тан Юйлиня. Потерпев в этом деле неудачу, они привели в действие военный план. В операции участвовали 6-я и 8-я дивизии, 14-я и 33-я смешанная бригады, 4-я кавалерийская бригада и 1-я специальная танковая рота. Начальник японского Генерального штаба убедил императора санкционировать наступление. Хирохито, уверенный в том, что это последняя операция в Китае, утвердил план, публично заявив, что его армия не пойдёт дальше Стены.
Наступление началось 23 февраля, 25-го были захвачены Чаоян и Кайлу. 2 марта 4-я кавалерийская бригада встретила сопротивление войск Сунь Дяньина и, после суточного боя, заняла Чифэн. 4 марта кавалерия и танки «И-Го» взяли столицу Жэхэ, Чэндэ.
Жэхэ позже была присоединена к Маньчжоу-го, Чжан Сюэлян ушёл с гоминьдановского поста «для поправки здоровья». Китайские войска отошли к Великой стене, где, после упорных боёв, японцам удалось занять ряд стратегически важных участков. В конце мая в Тангу прошли мирные переговоры, по итогам которых была создана демилитаризованная зона между Стеной и Пекином. Шаткое перемирие продолжалось 4 года, после чего инцидент на мосту Марко Поло дал старт полномасштабной второй японо-китайской войне.